# 印度漁業

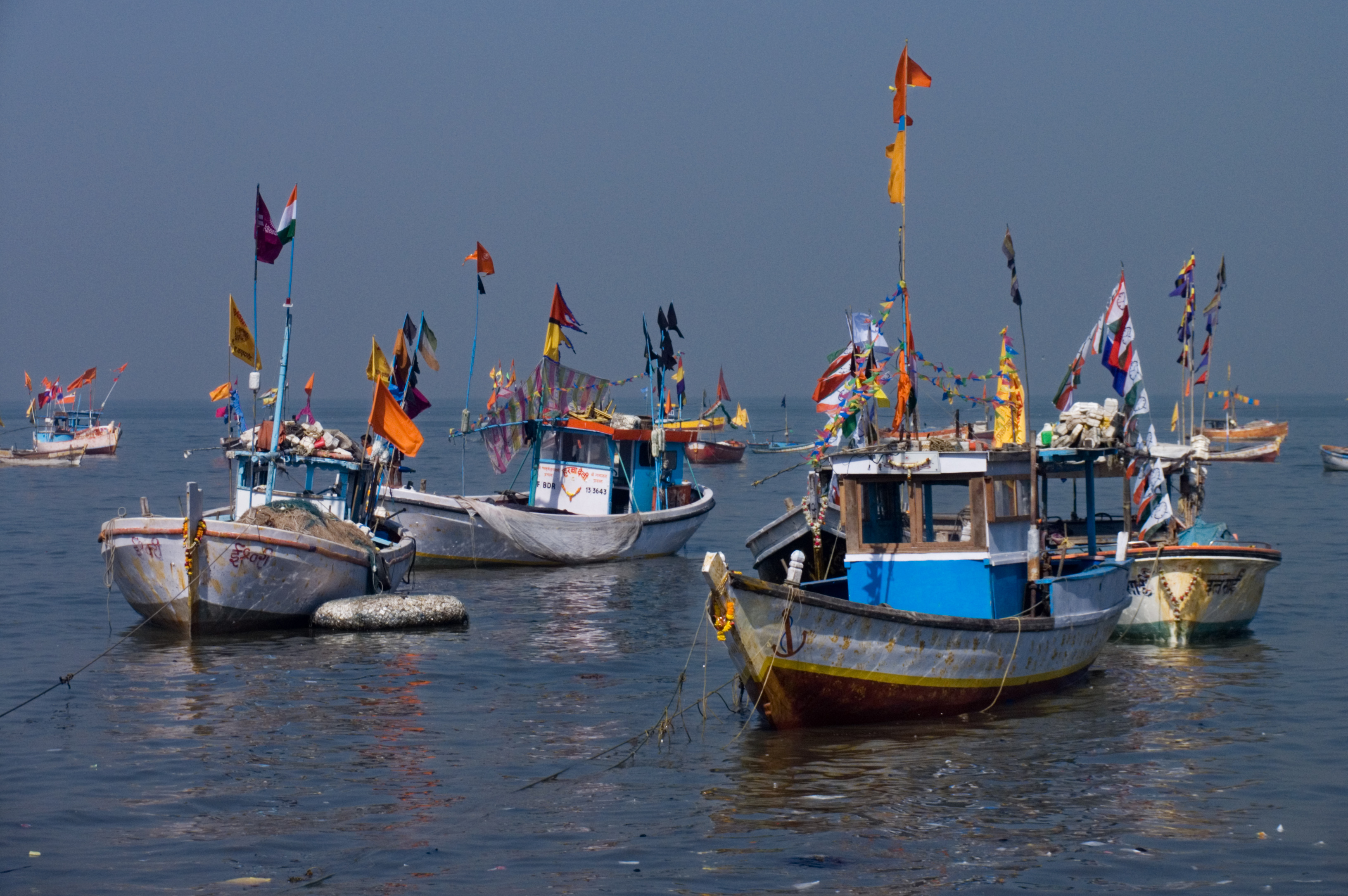
於馬哈拉什特拉邦孟買漁港中的漁船。

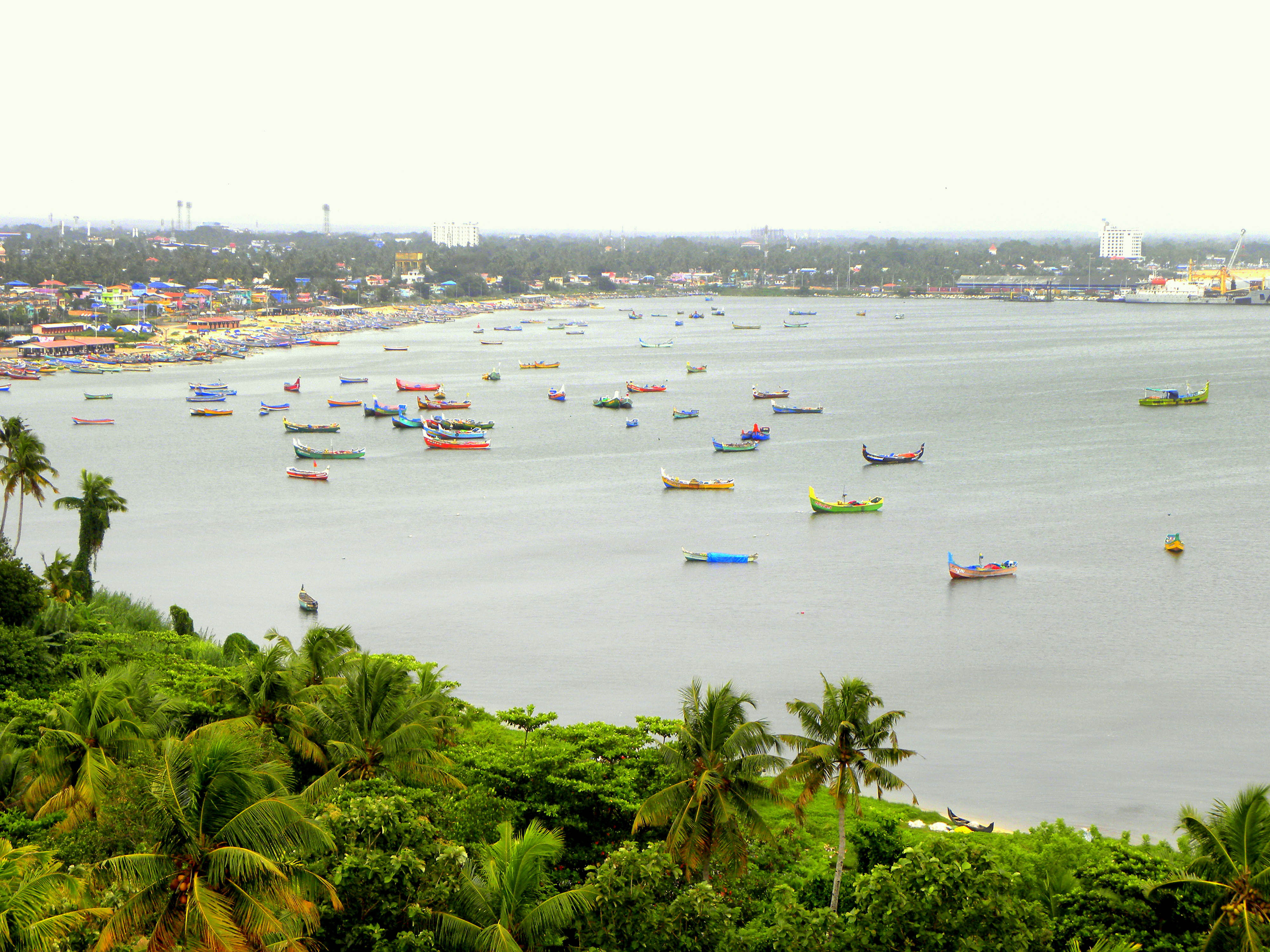
於喀拉拉邦奎隆附近漁港中的漁船。

印度漁業（英語：fishing in India）在該國國內生產總值 (GDP) 中的佔比為1.07%，支持該國超過2,800萬人口的生計，尤其是在那些邊緣化和弱勢社群中的。印度是世界第3大漁業生產國，佔全球產量的7.96%，也是僅次於中國的第2大水產養殖類生產國，估計在2020-21財政年度的總產量為1,473萬公噸（內陸養殖漁獲有1,125萬公噸，海洋漁獲有348公噸）。根據印度國家漁業發展委員會發佈的數據，該國漁業創造出3,344.1億印度盧比的出口收入。中央政府贊助的計劃預計將在2025財政年度把產業出口額增加到1兆（萬億）盧比。印度漁民中已有65,000名在2017年到2020年期間接受過贊助計畫提供的訓練。在漁獲中，淡水的部分佔總產量的55%。
根據在2019年成立的印度漁業、畜牧業和乳製品部的數據，該國漁獲量從1950-51財政年度的75.2萬噸增加到2018-19財政年度的1,259萬噸，增加16倍。印度每年會在7月10日慶祝全國漁民日（National Fish Farmers day）。位於喀拉拉邦奎蘭迪的漁港規模為亞洲最大，有最長的防波堤。
印度擁有7,516公里（4,670英里）的海岸線、3,827個漁村和1,914個傳統魚類卸貨中心。該國有195,210公里（121,300英里）長度的河流和運河、290萬公頃的各式水庫、240萬公頃的池塘和湖泊，以及約80萬公頃的濕地和水體。截至2010年，印度海洋和淡水資源提供的綜合可持續魚類捕撈潛力超過400萬公噸。此外，如果印度能夠改善漁業技術、改革相關法規，並採取更注重永續發展的政策，印度的水資源和自然資源在水產養殖方面，有可能比2010年的390萬公噸再增加9倍，達到3,900萬公噸。

## 歷史

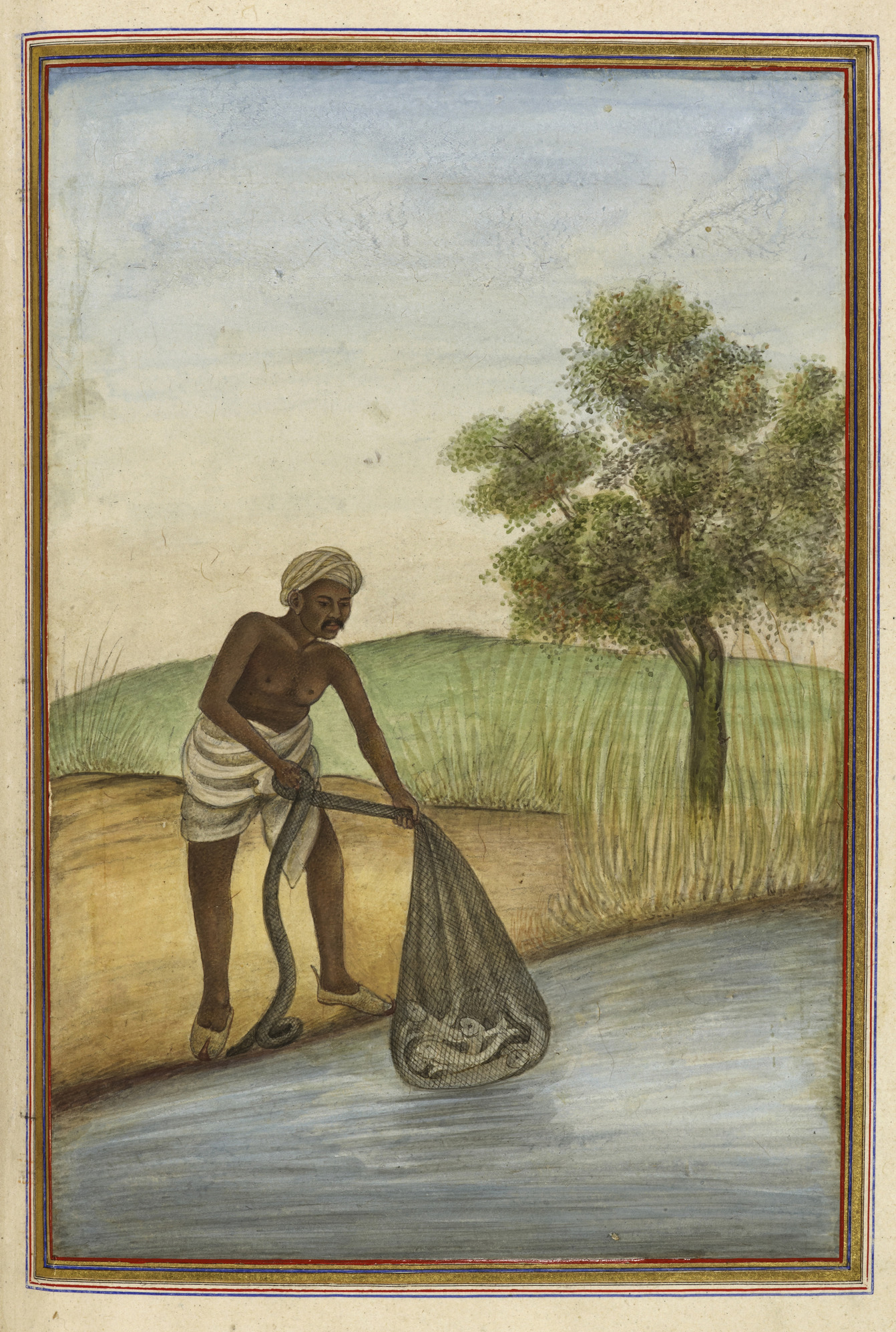
於1825年完成的印度插畫版《部族誌（Tashrih al-aqvam）》，其中描繪的人物屬於稱為馬奇（Macchi），一個傳統的穆斯林漁民種姓。

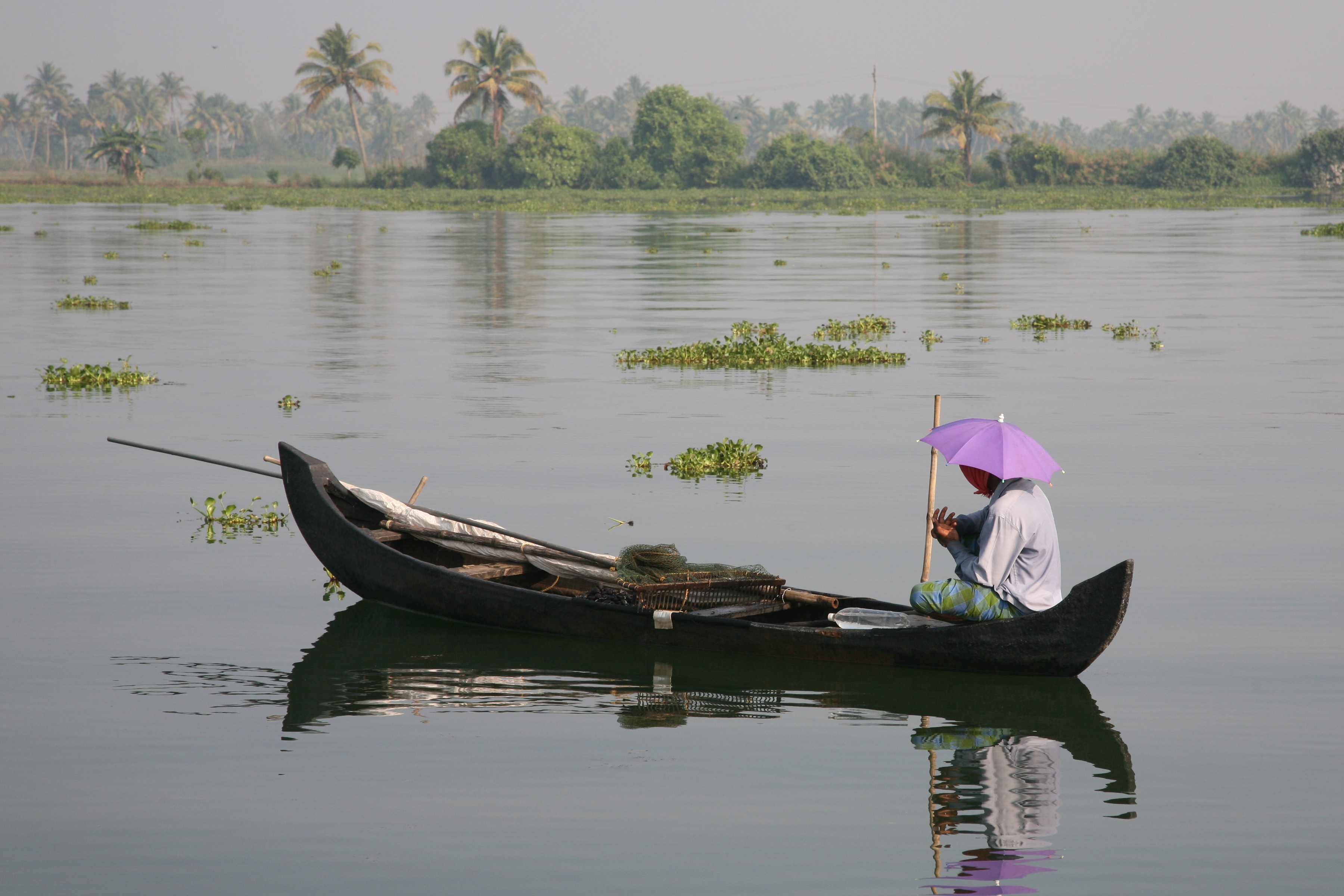
一位於喀拉拉邦回水作業的漁民。

古印度人以梵文撰寫的《政事論》（約於公元前321-300年）和西遮婁其王朝統治者索梅斯瓦拉三世以梵文撰寫的《摩那娑羅娑，又名《如意寶珠》》（於公元1127年）等文獻都提及魚類養殖。印度在小池塘中進行魚類養殖有長久歷史。印度人於19世紀初在模擬河流條件的水箱中進行鯉魚繁殖，而在生產力方面取得顯著進展。古代印度人在沿海濕地和耐鹽的深水稻田中設置人為障礙，構成鹹淡水魚類養殖場。印度南部使用傳統的捕魚方法已有2,000年的歷史。

## 經濟效益

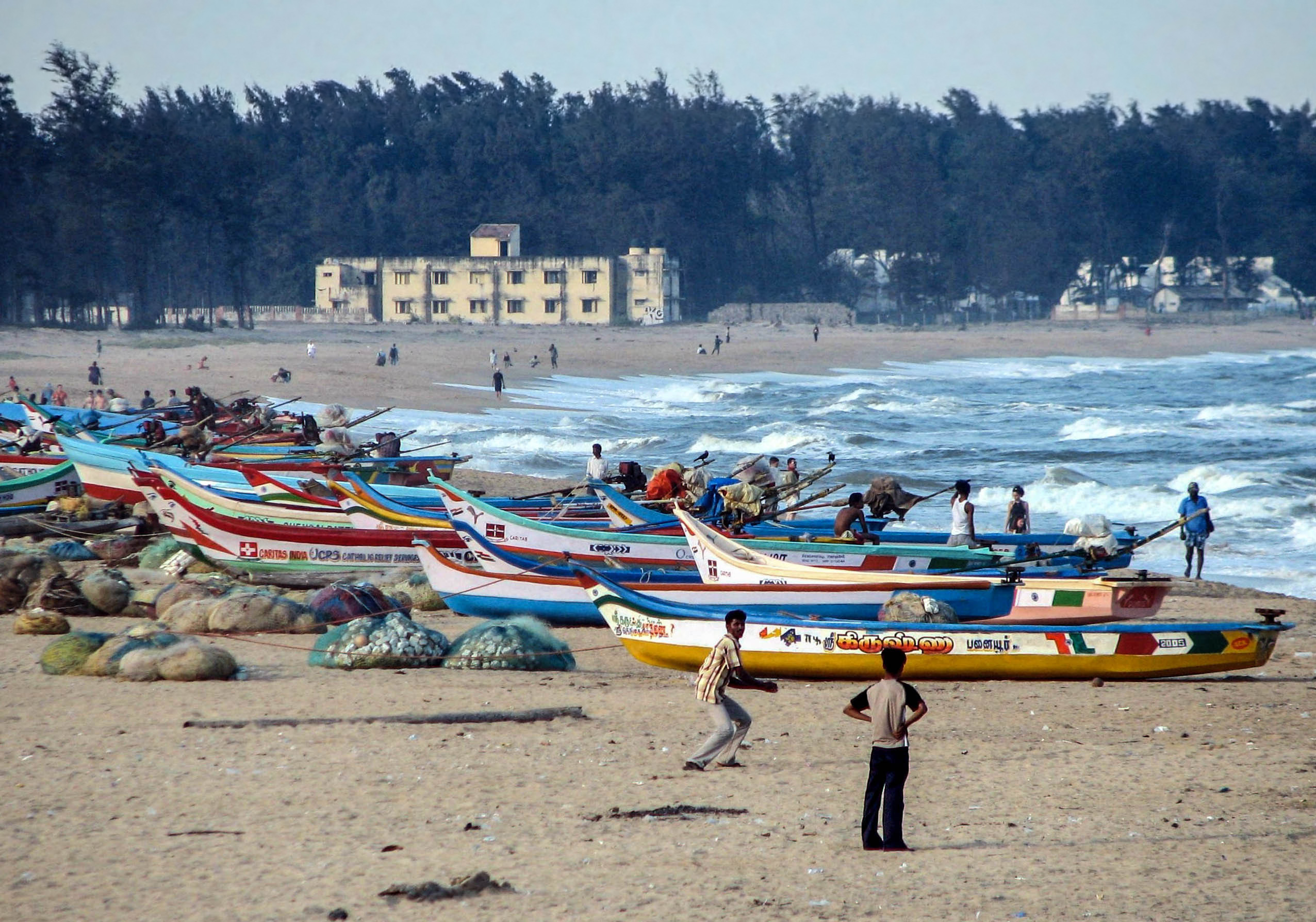
於坦米爾那都邦漁港中的漁船。

印度於2008年的漁業產值在印度當年GDP的佔比略高於1%。僱用的人數約有1,450萬人。印度專屬經濟海域由該國海岸線延伸至印度洋及阿拉伯海等200海里（370公里），總面積超過200萬平方公里，可供該國漁民在此取得經濟利益。印度除海洋區域外，還擁有約14,000平方公里的鹹淡水區域可用於水產養殖，淡水區域則約有16,000平方公里的湖泊、池塘和沼澤，以及近64,000公里長的河流和溪流。該國於1990年有170萬全職漁民、130萬兼職漁民和230萬偶爾捕魚為業的人（其中許多也從事製鹽、擺渡、海員或經營船隻出租等工作）。在1990年代初期的印度漁船隊有180,000艘以傳統風帆或船槳驅動的船隻、26,000艘傳統機動船隻和約34,000艘機械化作業船隻。
該國魚獲量從1950財政年度的80萬噸增加到1990年代初的410萬噸，而漁業在1990年到2010年之間加速發展，總產量達到約800萬公噸（海洋和內陸魚獲合計）。印度中央政府於2006年在其農業與農民福利部之下設立一個專門關注漁業的組織，以全力推動粗放型和集約型內陸水產養殖、進行沿海漁業現代化，並鼓勵通過合資企業進行深海捕魚，讓印度沿海魚獲量增加4倍以上 - 從1950財政年度的52萬噸增加到2013財政年度的335萬噸。內陸水產數量的增長更為顯著，幾乎增加8倍，從1950財政年度的21.8萬噸增加到2013財政年度的610萬噸。魚類和其加工產品出口的價值從1960財政年度佔該國出口總值不到1%，增加到1993財政年度的3.6%。印度的魚類產量於1990年至2007年期間，增長速度高於糧食、牛奶、雞蛋和其他食品的增長速度。印度內陸水域（河流、水庫、濕地、湖泊和池塘）的水產數量佔該國漁業總量的62-65%。

## 法律和規章
相關全國級的法律有英屬印度時期的《1897年印度漁業法（The Indian Fisheries Act, 1897）》，該法對以下毒和使用炸藥捕魚的行為處以罰則，印度獨立後頒佈的有《1986年環境保護法》（一項綜合法案，其中包含針對印度漁業和水產養殖業所有相關環境問題的規定）、《1974年水污染（預防和控制）法（Water (Prevention and Control of Pollution) Act, 1974）》和《1972年野生動物保護法》。《1972年野生動物保護法》禁止捕撈稀有魚類。印度最高法院於1996年禁止在沿海管制區內以及於吉爾卡湖和普利卡特湖上設立蝦類養殖池，但傳統和改良型傳統池除外。由印度環境、森林與氣候變化部於2002年頒布的第722 (E) 號命令，禁止在幼魚和幼蟲的孵化場、魚飼料製造或魚產品加工過程中使用某些抗生素和具藥理活性材料。印度政府於2017年禁止銷售158種觀賞魚，並規定觀賞魚養殖場必須有全職魚類專家在場，負責檢查魚類的健康狀況。另外還引入關於養殖魚缸的尺寸、魚類放養密度和水量的規定。
印度官方每年都會實施禁止捕魚47天（2020年之前為61天）的規定，讓魚類有機會產卵及繁殖，時間是在季風季節的前兩個月。機械化的拖網漁船於此期間也禁止出海捕魚。
印度更於2019年成立一專責的部級組織 - 即"印度漁業、畜牧業和乳製品部"。

## 研究與培訓

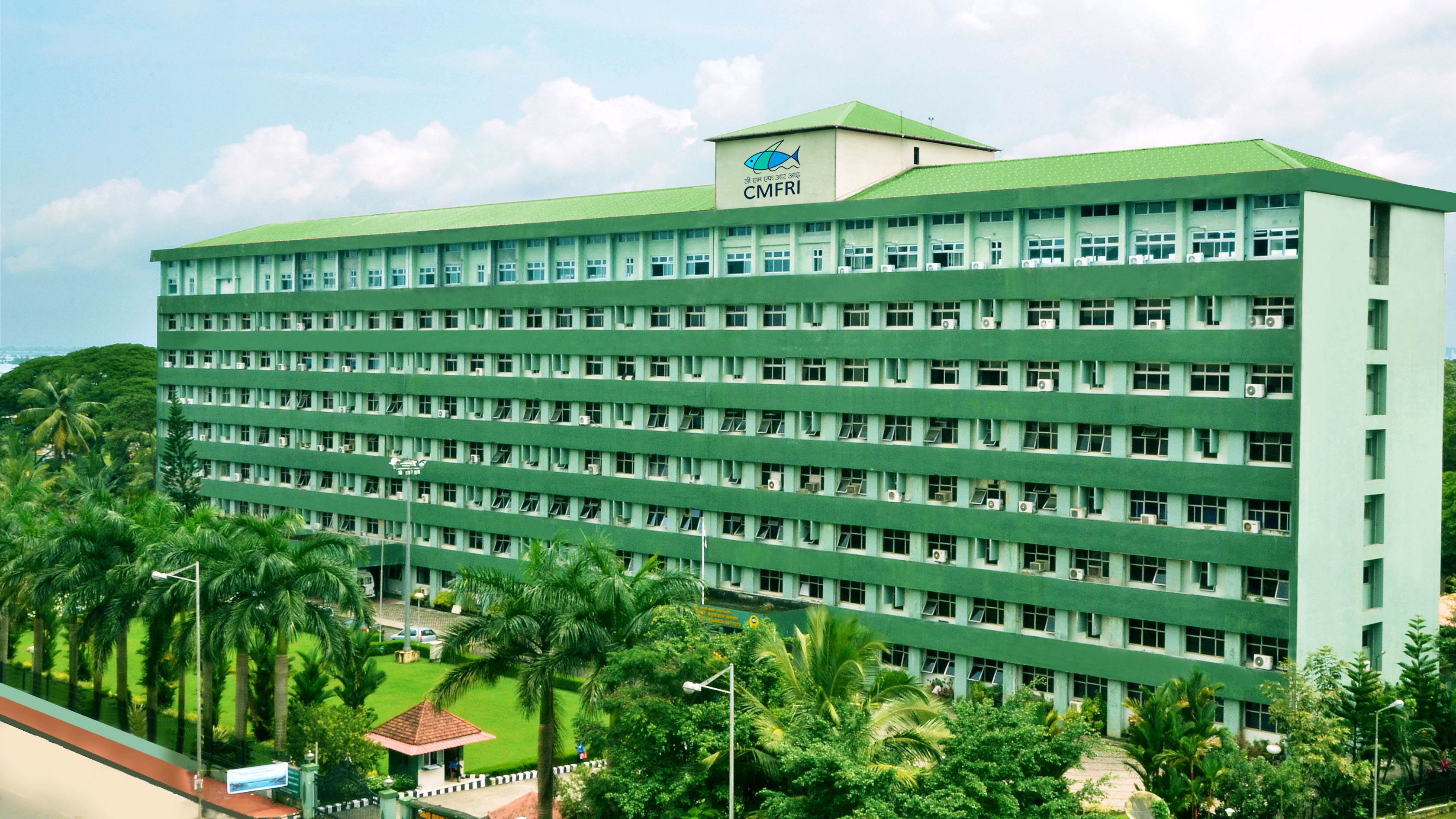
於喀拉拉邦科契的印度中央海洋漁業研究所。

印度的漁業研究和培訓機構均受中央和邦政府提供的支持。在印度農業研究委員會下運作的主要漁業研究機構有：
- 印度漁業調查局（英语：Fishery Survey of India）
- 印度中央海洋漁業研究所（英语：Central Marine Fisheries Research Institute）（在克拉拉邦的科契）
- 印度中央漁業教育學院（英语：Central Institute of Fisheries Education）（在馬哈拉什特拉邦的孟買）
- 印度中央內陸漁業研究所（英语：Central Inland Fisheries Research Institute）（在西孟加拉邦的巴拉克普爾）
- 印度中央漁業公司（Central Fisheries Corporation）（在西孟加拉邦的加爾各答）
- 印度中央海岸工程漁業研究所（Central Institute of Coastal Engineering for Fisheries）（在卡納塔卡邦的班加羅爾）
- 印度中央漁業技術研究所（英语：Central Institute of Fisheries Technology）（在克拉拉邦的科契）

漁業培訓由中央漁業教育學院提供，該學院在北方邦的巴拉克普爾和泰倫迦納邦的海得拉巴設有附屬機構。
印度政府於2006年在海得拉巴成立印度國家漁業發展委員會。國家漁業發展委員會所在的辦公建築，形狀像一條魚，而被認為設計靈感來自美國建築師法蘭克·蓋瑞於1992年在巴塞隆納創作的一件雕塑作品
同時在清奈、科契和維沙卡帕特南設有訓練設施的印度中央漁業航海和工程培訓學院負責培訓深海漁船的操作人員和岸上機構的技術人員。漁業技術和培訓學院 (FITT) 由清奈政府與塔塔集團合作成立，目的為改善漁民的社會經濟條件。綜合漁業項目（Integrated Fisheries Project）的目的在研究不常見魚類的加工、推廣和銷售。目前印度有19所由邦政府設立的漁業學院。

## 問題
雖然印度的漁獲總量迅速增長，但個別漁民的平均年產量僅為2噸，而挪威的為172噸，智利的為72噸，中國的為6噸。印度雖然禁止捕撈和銷售極度瀕危的魚類物種，但有時由於漁業部門官員缺乏宣導，仍有極度瀕危的物種遭到捕撈。印度官方每年都會禁止捕魚47天（包括拖網捕魚），在季風季節期間實施，以利魚類的繁殖和產卵。但有些魚類物種，如烏賊和魷魚的繁殖和產卵季節是在每年的10月份。因此有人建議將禁捕令延長為90天。
印度漁民有時會被斯里蘭卡和巴基斯坦的海軍逮捕。印度漁民與斯里蘭卡海軍的衝突經常造成傷亡和船隻損壞情事。而截至2014年，囚禁在巴基斯坦監獄的281名印度囚犯中，有232人是印度漁民。一名遭囚禁的印度漁民於2014年在巴基斯坦監獄中死亡。在2014年又發生另一名印度漁民在巴基斯坦監獄中死亡事件。在2020年，巴基斯坦海軍在國際海事邊界線 (IMBL) 附近向兩艘印度船隻開火，有一名漁民因而受傷。
印度對中國深海拖網漁船在南部印度洋的數量增加表示擔憂。該地區於2015年至2019年期間大約有500艘中國此類漁船進入活動。
氣候變化以及棲息地受到破壞，和其他人為造成的環境破壞，導致印度專屬經濟海域內的魚類儲量減少，促使一些漁民必須冒險進入更為遙遠的國際水域活動。

## 水產養殖

### 鯉魚
有印度孵化中心在1970年代至1980年代期間展示鯉魚養殖的巨大生產潛力（每公頃每年的產量有8到10噸），而推動該國鯉魚養殖的發展。印度的水產養殖業於1980年後期開始發展，並將其轉變為更為現代化的產業。印度漁業隨著1990年代初期的經濟自由化而獲得大量投資。
印度的繁殖和養殖技術主要著重在各式的鯉魚，尤其是卡特拉魮、鯪魚和南亞野鯪），最近又增加鯰魚、線鱧和蝦類等。該國採用的養殖系統因地區可用投入以及農民的投資能力而差異很大。雖然粗放型水產養殖在相對較大的水體中進行，除利用自然生產力外（僅投入魚苗）的方式外，但也有半集約型養殖，已引入施肥和餵食技術。印度的不同養殖系統有：
- 集約式池塘養殖，輔以補充餵食和曝氣（10-15公噸/公頃/年）
- 綜合鯉魚養殖（4-6公噸/公頃/年）
- 以水草作主要飼料的鯉魚混養（3-4公噸/公頃/年）
- 與家禽、豬、鴨、園藝等結合的綜合魚類養殖（3-5公噸/公頃/年）
- 圍網養殖（3-5公噸/公頃/年）
- 網箱養殖（10-15公斤/平方公尺/年）
- 流水式魚類養殖（20-50公斤/平方公尺/年）

### 蝦或對蝦
印度的淡水蝦養殖業從2000年開始迅速發展，其中安德拉邦和喀拉拉邦的養殖面積約佔總養蝦面積的60%，其次是西孟加拉邦。印度在2016財政年度超越越南，成為最大的蝦出口國。冷凍蝦是印度水產出口中的主項，於2016-17財政年度佔比有38.28%，佔總收入（美元計價）的64.50%，同一財政年度中蝦的總出口量為434,484公噸，價值37.26億美元。美國是最大市場（165,827公噸），其次是歐盟（77,178公噸）、東南亞（105,763公噸）、日本（31,284公噸）、中東（19,554公噸）、中國（7,818公噸）和其他國家（27,063公噸）。受惠於市場需求強勁、產品品質提升、產品種類多元，以及安德拉邦、喀拉拉邦、古吉拉特邦、奧迪薩邦和西孟加拉邦等地水產養殖面積增加，印度蝦出口預計在2022年成長近一倍，達到70億美元。
在養殖蝦中，斑節對蝦是主要品種，其次是印度明對蝦和中南美白對蝦。在2015-16財政年度，西孟加拉邦（61,998公噸）是最大的斑節對蝦出口基地，其次是奧迪薩邦（9,191公噸）。安德拉邦（295,332公噸）則是最大的中南美白對蝦生產地。

### 淡水水產養殖
淡水水產養殖佔印度魚獲總產量近55%，該國是世界第2大內陸魚類生產國。印度的此種養殖資源包含有236萬公頃的池塘和水箱、107萬公頃的沼澤、湖泊和廢棄水域，此外還有長達12萬公里的運河/人工渠道、315萬公頃的水庫和72萬公頃可供水產養殖的高山湖泊。池塘和水箱是此種養殖的主力。然而，目前印度對此自然潛力的利用比例不到10%。印度政府為將更多地區納入科學漁業和水產養殖，正和主要漁業研究機構努力向漁民和企業家宣傳內陸水域極具前景的"以養殖為基礎的漁業技術 (CBF)"的成套方法和前景的認識。通過CBF，對未開發的內陸水域善加利用，是實現藍色革命的首要戰略之一。CBF通常於面積在100到1,000公頃之間的內陸水域（湖泊、濕地和小水庫）中實行，也會謹慎地在1,000-5,000公頃（中型水庫）中實行。

### 鹹淡水水產養殖
聯合國糧食及農業組織（FAO）估計印度約有120萬公頃的潛在鹹淡水區域適合養殖，另外還有約850萬公頃的鹽鹼地，其中約260萬公頃由於不適合其他農業活動，可專門用於水產養殖。然而也如前述的印度淡水資源一樣，目前使用的鹹淡水總面積僅略高於可用面積的13%。印度的公共和私營部門的鯉魚孵化場共同推動魚苗產量的增長。種苗產量從1985-86財政年度的63.21億尾增加到2007年的185億尾以上。沿海各邦有35個淡水蝦孵化場，每年生產超過2億尾種苗。此外，印度有37個蝦孵化場，年產量約為114.25億尾後期幼蟲，供應鹹淡水蝦養類殖的種苗需求。

### 觀賞魚
印度國內觀賞魚產業的產值有30億盧比。印度於2017年出口價值9.5億盧比的觀賞魚，比前一年增長40%。

### 海藻
卡納塔卡邦是印度最大的海藻生產地，年產量為2.2萬噸，其次是古吉拉特邦、馬哈拉什特拉邦和拉克沙群島。其中培養最多的品種是紅藻。印度於2018年依據中央的藍色革命計劃在安德拉邦設立1萬個海藻養殖單位。

## 漁港分佈
印度的10個主要漁港，位於：
- 卡納塔克邦的門格洛爾
- 喀拉拉邦的切蘭納姆（英语：Chellanam）、維平（英语：Vypeen）、奎蘭迪、尼恩達卡拉（英语：Neendakara）及維辛詹（英语：Vizhinjam）
- 坦米爾那都邦的杜蒂戈林、納加帕蒂南及清奈
- 安德拉邦的維沙卡帕特南
- 西孟加拉邦的賴查克（英语：Raichak）

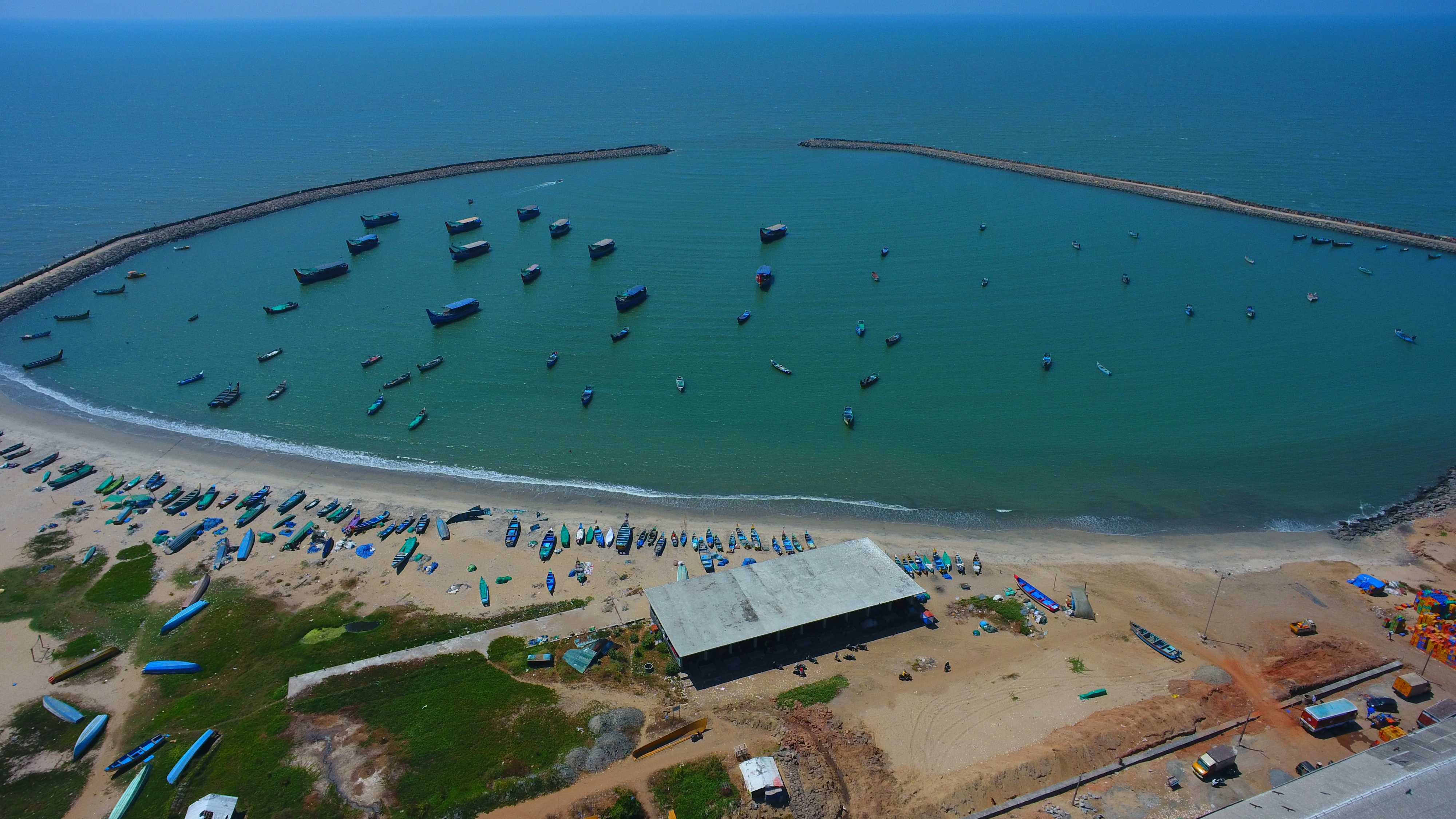
於喀拉拉邦一稱為維拉伊爾的小漁港。

該國另有23座小型漁港和95個魚類卸貨中心，為漁船提供卸貨和停泊設施。
| 名次 | 邦名         | 漁獲量 (10萬公噸) |
| ---- | ------------ | ----------------- |
| 1    | 安德拉帮     | 34.5              |
| 2    | 西孟加拉邦   | 17.42             |
| 3    | 古吉拉特邦   | 8.34              |
| 4    | 奧迪薩邦     | 6.85              |
| 5    | 坦米爾那都邦 | 6.82              |

### 印度於不同年份漁獲排在前10名的邦
| States         | 2013-14財年 | 2013-14財年 | 2013-14財年 | 2014-15財年 | 2014-15財年 | 2014-15財年 | 2015-16財年 | 2015-16財年 | 2015-16財年 | 2016-17財年 | 2016-17財年 | 2016-17財年 | 2017-18財年 | 2017-18財年 | 2017-18財年 |
| States         | 內陸        | 海洋        | 合計        | 內陸        | 海洋        | 合計        | 內陸        | 海洋        | 合計        | 內陸        | 海洋        | 合計        | 內陸        | 海洋        | 合計        |
| 安德拉邦       | 15.8        | 4.38        | 20.18       | 15.03       | 4.75        | 19.79       | 18.32       | 5.2         | 23.52       | 21.86       | 5.8         | 27.66       | 28.45       | 6.05        | 34.5        |
| 西孟加拉邦     | 13.92       | 1.88        | 15.81       | 14.38       | 1.79        | 16.17       | 14.93       | 1.78        | 16.71       | 15.25       | 1.77        | 17.02       | 15.57       | 1.85        | 17.42       |
| 古吉拉特邦     | 0.98        | 6.96        | 7.93        | 1.11        | 6.98        | 8.1         | 1.12        | 6.97        | 8.1         | 1.17        | 6.99        | 8.16        | 3.34        | 12.11       | 15.45       |
| 喀拉拉邦       | 1.94        | 3.2         | 4.14        | 1.36        | 3.33        | 4.7         | 1.77        | 4.45        | 5.21        | 5.55        | 5.53        | 10.08       | 5.35        | 10.00       | 15.35       |
| 坦米爾那都邦   | 1.92        | 4.32        | 6.24        | 2.4         | 4.57        | 6.98        | 2.43        | 4.67        | 7.09        | 1.97        | 4.72        | 6.69        | 1.85        | 6.97        | 8.82        |
| 北方邦         | 4.64        | 0           | 4.64        | 4.94        | 0           | 4.94        | 5.05        | 0           | 5.05        | 6.18        | 0           | 6.18        | 6.29        | 0           | 6.29        |
| 馬哈拉什特拉邦 | 1.35        | 4.67        | 6.03        | 1.44        | 4.64        | 6.08        | 1.46        | 4.34        | 5.8         | 2           | 4.63        | 6.63        | 1.31        | 4.75        | 6.06        |
| 奧迪薩邦       | 1.98        | 3.57        | 5.55        | 2.23        | 4           | 6.23        | 1.69        | 4.12        | 5.81        | 1.59        | 3.99        | 5.57        | 1.88        | 4.14        | 6.03        |
| 比哈爾邦       | 4.32        | 0           | 4.32        | 4.8         | 0           | 4.8         | 5.07        | 0           | 5.07        | 5.09        | 0           | 5.09        | 5.88        | 0           | 5.88        |
| 卡納塔卡邦     | 1.86        | 5.22        | 7.09        | 2.02        | 5.24        | 7.26        | 2.11        | 5.17        | 7.28        | 1.61        | 4.31        | 5.93        | 1.48        | 4.14        | 5.63        |
| 印度           | 61.36       | 34.43       | 95.79       | 66.91       | 35.69       | 102.6       | 71.62       | 36          | 107.62      | 78.06       | 36.25       | 114.31      | 89.02       | 36.88       | 125.9       |

## 延伸閱讀
- . U.S. Library of Congress (released in public domain).   [2007-10-06]. （原始内容存档于2006-09-27）.
- Indian Journal of Fisheries （页面存档备份，存于） (Indian Council of Agricultural Research)